# Euclid Avenue (métro de New York)
Euclid Avenue est une station souterraine du métro de New York située dans le quartier de East New York à Brooklyn. Elle est située sur l'IND Fulton Street Line (métros bleus) issue du réseau de l'ancien Independent Subway System (IND). Sur la base de la fréquentation, la station figurait au 153e rang sur 421 en 2012.
Au total, deux services y circulent :
- les métros A y transitent 24/7 ;
- les métros C (dont la station constitue le terminus sud) y circulent tout le temps, sauf durant les late nights (0h00 - 06h30).